# Terminaliopsis tetrandus
Terminaliopsis tetrandus  es la única especie del género monotípico Terminaliopsis de plantas con flores perteneciente a la familia de las  Combretaceae. Es originaria de Madagascar donde se encuentra en las provincias de Fianarantsoa y Toamasina.

## Taxonomía
Terminaliopsis tetrandus fue descrito por Paul Auguste Danguy y publicado en Bulletin du Muséum National d'Histoire Naturelle 29: 108. 1923.